# ارتش ملی لیبی
ارتش ملی لیبی (LNA; عربی: الجیش الوطنی اللیبی‎ یا ارتش عربی لیبی (LAA; عربی: الجیش العربی اللیبی‎) جزئی از نیروهای مسلح لیبی و متشکل از نیروی زمینی، نیروی هوایی و نیروی دریایی است که اسماً یک نیروی ملی متحد تحت فرماندهی فیلد مارشال خلیفه حفتر بود که در ۲ مارس ۲۰۱۵ توسط مجلس نمایندگان برای این سمت، نامزد شد.